# Аристокл из Мессены
Аристокл из Мессены (др.-греч. Ἀριστοκλῆς) — древнегреческий философ из города Мессены, представитель перипатетической школы.
Ошибочно считался одним из учителей Александра Афродисийского.

## Сочинения
- «О философии» (Περὶ φιλοσοφίας).
- «Этика» (Ἠθικά).
- «О Сераписе».
- «Риторическое искусство» (Τέχναι ῥητορικαί).
- «Кто выше — Гомер или Платон?» (Πότερον σπουδαιότερος Ὅμηρος ἢ Πλάτων).

Труды Аристокла отличает характерный для поздних перипатетиков интерес к Платону и скептикам, а также синтез риторики и философии.
Обширные выдержки из сочинения Аристокла «О философии» приводит Евсевий в «Приготовлении к Евангелию»: о философии Платона, Ксенофана и Парменида и особенно ценные об учении Пиррона (см. Pr. Eu. XIV, 18, 1-4=test. 53 Decleva Caizzi).